# Exotism
Exotism är ett stildrag i västerländsk litteratur, konst, formgivning och musik, som syftar till en exotisk karaktär eller stämning. Exotismen var en tankerörelse i romantiken, som en revolt mot upplysningen. Längtan efter det okända, drömmen om fjärran länder och tider samt dyrkan av naturen är några exempel på exotismens filosofi. Det centrala inom riktningen kan sammanfattas som "charmen i det okända".

## Musiken
Inom musiken innebär exotism att en tonsättare mer eller mindre omedvetet anknyter till främmande länders och eventuellt också gångna tiders musik. Exempel finns hos Mozart (Enleveringen ur seraljen), Carl Nielsen (Aladdin), Stravinskij (Våroffer), Hilding Rosenberg (Orientalisk svit) m.fl.

## Konsten

Kvinnor i Alger (1834) av Delacroix.